# Т-74 (трактор)
Т-74 — гусеничний трактор, призначений для виконання основних сільськогосподарських робіт із суцільної обробки ґрунту і збирання врожаю з навісними, напівнавісного і причіпними машинами і знаряддями на підвищених швидкостях. Може бути використаний на дорожніх, меліоративних, будівельних й інших роботах у сільському господарстві, а також при перевезенні важких вантажів на поганих дорогах.
Вироблявся на Харківському тракторному заводі з 1962 по 1984 рік. Всього було виготовлено 880 700 екземплярів .
Тягове зусилля на гаку трактора при агрегатуванні з різними машинами і знаряддями не повинно перевищувати 3000 кг .

## Модифікації
Трактор Т-74 випускався в п'яти модифікаціях :
- Т-74-С1 з роздільно-агрегатною гідравлічною системою, механізмом навішування, основним і трьома виносними гідроциліндрами;
- Т-74-С2 те ж, що і Т-74-С1, але без основного циліндра і механізму навішування;
- Т-74-С3 те ж, що і Т-74-С1, але без агрегатів навісної гідравлічної системи;
- Т-74-С4 те ж, що і Т-74-С1, але без виносних циліндрів;
- Т-74-С9 те ж, що і Т-74-С1, але без основного і виносних циліндрів і без механізмів навішування.